# Elección presidencial de Italia de 2013
La elección presidencial indirecta de Italia se celebró entre el 18 y el 20 de abril de 2013. El resultado fue la reelección de Giorgio Napolitano, la primera vez que un Presidente había sido elegido para un segundo mandato.
Solo los miembros del Parlamento y los delegados regionales tenían derecho a votar; la mayoría de estos electores habían sido elegidos en las elecciones generales de 2013 . Como jefe de Estado de la República Italiana, el presidente tiene un papel de representación de la unidad nacional y garantiza que la política italiana cumpla con la Constitución italiana, en el marco de un sistema parlamentario.

## Procedimiento
De conformidad con la Constitución italiana, la elección se realizó en forma de votación secreta, con los senadores, los diputados y 58 representantes regionales con derecho a voto. La elección se llevó a cabo en el Palazzo Montecitorio, sede de la Cámara de Diputados, con la capacidad del edificio ampliado para tal fin. Las primeras tres boletas requirieron una mayoría de dos tercios de los 1.007 votantes para elegir un presidente, o 672 votos. A partir de la cuarta votación, se requería una mayoría absoluta para elegir a los candidatos, o 504 votos. El mandato presidencial dura siete años. El mandato del presidente en ejercicio, Giorgio Napolitano, debía finalizar el 15 de mayo de 2013. 
La elección fue presidida por la Presidenta de la Cámara de Diputados, Laura Boldrini, que procedió al conteo público de los votos, y por el presidente del Senado, Pietro Grasso.

## Partidos votantes
El número de asientos por partido fue el siguiente:
| Partido                  | Miembros (totales) | Miembros              | Miembros             | Participación |
| Partido                  | Miembros (totales) | MPs (Cámara y Senado) | Delegados regionales | Participación |
| ------------------------ | ------------------ | --------------------- | -------------------- | ------------- |
| PD                       | 423                | 399                   | 24                   | 42.0%         |
| PdL                      | 211                | 188                   | 23                   | 20.9%         |
| M5S                      | 163                | 163                   | 0                    | 16.2%         |
| SC/UDC                   | 71                 | 69                    | 2                    | 7.0%          |
| SEL                      | 44                 | 43                    | 1                    | 4.4%          |
| Liga Norte               | 38                 | 34                    | 4                    | 3.8%          |
| Otros (centro-izquierdo) | 28                 | 25                    | 3                    | 2.8%          |
| Otros (centro-correcto)  | 18                 | 18                    | 0                    | 1.8%          |
| Otros                    | 11                 | 9                     | 2                    | 1.1%          |
| Total                    | 1,007              | 949                   | 58                   | 100%          |

## Resultados
En las primeras tres boletas, la mayoría requerida fue de 672 votos. Las boletas adicionales requieren una mayoría simple de electores, en este caso 504 votos.
Berlusconi y su coalición se negaron a apoyar la elección de Romano Prodi en la cuarta ronda de votación, alegando que era inaceptable como candidato de compromiso. Como resultado, los líderes de todos los partidos políticos, excepto Beppe Grillo, recurrieron a Napolitano y mantuvieron conversaciones con él para convencerlo de que volviera a postularse. A pesar de que había declarado abiertamente su negativa a considerar correr nuevamente en una entrevista una semana antes, Napolitano aceptó a regañadientes, y los líderes del partido posteriormente instaron a los electores a respaldarlo como una muestra de unidad. 
Napolitano fue reelegido cómodamente, ya que obtuvo el apoyo del líder de centro izquierda Pier Luigi Bersani, el ex Primer ministro y líder de centroderecha Silvio Berlusconi, y el Primer ministro interino y centrista Mario Monti.
| Candidato                    | Primera ronda | Segunda ronda | Tercera ronda | Cuarta ronda | Quinta ronda | Sexta ronda |
| ---------------------------- | ------------- | ------------- | ------------- | ------------ | ------------ | ----------- |
| Franco Marini                | 521           | 15            | 6             | 3            | 2            | –           |
| Stefano Rodotà               | 240           | 230           | 250           | 213          | 210          | 217         |
| Sergio Chiamparino           | 41            | 90            | 4             | –            | –            | –           |
| Romano Prodi                 | 14            | 13            | 22            | 395          | –            | 2           |
| Emma Bonino                  | 13            | 10            | 4             | –            | 9            | –           |
| Massimo D'Alema              | 12            | 38            | 34            | 15           | 2            | 4           |
| Giorgio Napolitano           | 10            | 4             | 12            | 2            | 20           | 738         |
| Anna Finocchiaro             | 7             | 4             | –             | –            | –            | –           |
| Anna Maria Cancellieri       | 2             | –             | 9             | 78           | 3            | –           |
| Mario Monti                  | 2             | –             | –             | –            | –            | –           |
| Alessandra Mussolini         | –             | 15            | 5             | –            | –            | –           |
| Sergio De Caprio             | –             | 9             | 7             | –            | –            | 8           |
| Cosimo Sibilia               | –             | 7             | –             | –            | –            | –           |
| Sonrosado Bindi              | –             | 6             | –             | –            | –            | –           |
| Paola Severino               | –             | 5             | –             | –            | –            | –           |
| Silvio Berlusconi            | –             | 4             | –             | –            | –            | –           |
| Pier Luigi Bersani           | –             | 4             | –             | –            | –            | –           |
| Ricardo Antonio Merlo        | –             | 3             | 4             | –            | –            | –           |
| Pierluigi Castagnetti        | –             | 2             | 2             | –            | –            | –           |
| Michele Cucuzza              | –             | 2             | –             | –            | –            | –           |
| Arnaldo Forlani              | –             | 2             | –             | –            | –            | –           |
| Pietro Grasso                | –             | 2             | –             | –            | –            | –           |
| Maria Grazia Maniscalco      | –             | 2             | –             | –            | –            | –           |
| Antonio Palmieri             | –             | 2             | 5             | –            | –            | –           |
| Claudio Sabelli Fioretti     | –             | 2             | 8             | –            | –            | –           |
| Daniela Santanché            | –             | 2             | –             | –            | –            | –           |
| Santo Versace                | –             | 2             | –             | –            | –            | –           |
| Ilaria Borletti Buitoni      | –             | –             | 3             | –            | –            | –           |
| Gianroberto Casaleggio       | –             | –             | 3             | –            | –            | –           |
| Fabrizio Cicchitto           | –             | –             | 3             | –            | –            | –           |
| Gherardo Colombo             | –             | –             | 3             | –            | –            | –           |
| Ermanno Leo                  | –             | –             | 3             | –            | –            | –           |
| Roberto Di Giovan Paolo      | –             | –             | 2             | –            | –            | –           |
| Antonio Martino              | –             | –             | 2             | –            | –            | –           |
| Nicolò Pollari               | –             | –             | 2             | –            | –            | –           |
| Rosario Monteleone           | –             | –             | –             | –            | 15           | –           |
| Claudio Zin                  | –             | –             | –             | –            | 4            | –           |
| Otros candidatos             | 18            | 41            | 44            | 7            | 14           | 6           |
| Papeles de espacio           | 104           | 418           | 465           | 15           | 445          | 10          |
| Papeles nulos                | 15            | 14            | 47            | 4            | 17           | 12          |
| Abstenciones                 | 8             | 59            | 58            | 275          | 266          | 10          |
| Total                        | 1,007         | 1,007         | 1,007         | 1,007        | 1,007        | 1,007       |
| Fuente: Parlamento de Italia |               |               |               |              |              |             |

## Reacciones
Después de anunciarse los resultados de las elecciones, se llevaron a cabo manifestaciones fuera del Palazzo Montecitorio contra la reelección de Napolitano. Una cantidad considerable de manifestantes fueron partidarios del Movimiento Cinco Estrellas liderado por Beppe Grillo. El mismo Grillo condenó la reelección de Napolitano, alegando que fue un "golpe de Estado".
Pier Luigi Bersani prometió renunciar como líder del PD en respuesta a la falta de apoyo dentro de su coalición para Romano Prodi, la preferencia del partido por el presidente en la cuarta votación. Tras su renuncia, el exdirigente sindical Guglielmo Epifani fue elegido en su lugar el 11 de mayo de 2013.